# Unimog 404
L’Unimog 404, également connu sous le nom d’Unimog S et Unimog 404 S, est un véhicule de la série Unimog de Mercedes-Benz. Il était construit par Daimler-Benz à l’usine Mercedes-Benz de Gaggenau de 1955 à 1980. Deux types ont été créés, le 404.1 et le 404.0, pour un total de dix modèles, commercialisés sous les noms d’Unimog U 82 et Unimog U 110. Au total, 64 242 véhicules ont été construits, faisant de l’Unimog 404 la gamme d’Unimog la plus fréquemment construite à ce jour. Il est également considéré comme l’Unimog le plus connu du public. Contrairement à l’Unimog 401, l’Unimog 404 est plus un petit camion tout-terrain de 1,5 tonne qu’un véhicule agricole. Il servait souvent de châssis pour les camions de pompiers et les véhicules militaires,, la Bundeswehr en acheta à elle seule 36 638 unités.

## Historique et développement
Après la Seconde Guerre mondiale, les forces armées françaises étaient stationnées dans certaines parties de ce qui deviendra plus tard le Land de Bade-Wurtemberg. En 1951 et 1952, Daimler-Benz commanda 450 véhicules Unimog pour les troupes stationnées en Allemagne, qui furent livrées en 1952 et 1953 sous la forme des gammes 2010 et 401. Quoi qu’il en soit, en 1952, des officiers français ont observé les essais de l’Unimog sur le site d’essais de "Sauberg" près de Gaggenau. Ils ont parlé aux pilotes d’essai et aux concepteurs parce qu’ils étaient intéressés par l’Unimog en tant que véhicule militaire. Dans un premier temps, l’information était transmise oralement jusqu’à ce qu’un cahier des charges soit finalement rédigé. Il a été décidé que le véhicule serait similaire à l’Unimog 2010, mais plus large et avec un empattement plus long. La vitesse maximale était prévue entre 80 et 90 km/h. L’Unimog devrait être conçu pour une charge utile de 1,5 à 2 tonnes soit dix à douze soldats. En raison de l’adhésion de la France à l’OTAN, le moteur était destiné à fonctionner à l’essence. Daimler-Benz a opté pour le moteur essence M 180 d’une cylindrée de 2,2 litres et d’une puissance initiale de 85 ch (62,5 kW). Plus tard, les moteurs diesel M 130 et OM 615 ont été installés dans certains véhicules.
Le premier prototype, portant la désignation MU 80/0, a été construit au cours de l’été 1953, il possède un cadre plat en échelle à profil en U de dimensions 4 100 x 770 mm, un empattement de 2 220 mm et une largeur de voie de 1 620 mm. La cabine du conducteur est angulaire et ne ressemble pas visuellement au modèle de production ultérieur. Initialement, le moteur essence M 180 a été installé. Le véhicule a ensuite été transformé par Total pour les pompiers de l’aéroport de Francfort et a reçu le moteur diesel OM 615. Il est conservé dans un musée en Haute Lusace. Un autre prototype suivit début 1954, il possède une calandre à grille ajourée plus fine et un empattement de 2 350 mm. L’armée française ne souhaitant pas que la roue de secours soit montée sur la zone de chargement, où elle pourrait accueillir des soldats, les ingénieurs de Daimler-Benz ont construit un châssis décalé pour le troisième prototype d’Unimog 404, créé mi-1954, afin que la roue de secours puisse être montée en dessous de la zone chargement. Le cadre à manivelle présente également de meilleures propriétés de torsion, ce qui améliore les caractéristiques tout-terrain de l’Unimog. Cette caractéristique de conception a ensuite été adoptée pour les types d’Unimog suivants. Deux prototypes ont été livrés à l’armée française.
Le premier prototype de véhicule d’essai de pré-série fut construit à l’automne 1954. Il avait des dimensions plus petites que le véhicule de production ultérieur. L’empattement était de 2 670 mm et la largeur de voie était de 1 620 mm, le châssis à profil en U mesurait 4 450 mm de long avec une largeur de châssis de 770 mm. La cabine du conducteur était déjà différente de celle du prototype MU 80/0. Le modèle initial, qui correspond pour l’essentiel au modèle de pré-série, fut construit de mai 1955 à janvier 1956. Au total, 578 exemplaires du modèle initial ont été créés. La production en série du modèle principal 404.1 commença finalement en janvier 1956. Le cadre à profil en U mesurait 160 mm x 60 mm, le véhicule avait une longueur de 4 700 mm et une largeur de 770 mm; l’empattement était de 2 900 mm et la largeur de voie était de 1 620 mm. Les 1 100 premiers véhicules de pré-série et du modèle initial ont été réceptionnés par l’armée française.
Lors de la création de la Bundeswehr en 1955, un appel d’offres portant sur 25 000 véhicules a été lancé pour l’équiper de camions de transport légers de la catégorie des camions de 1,5 t, auquel ont également participé Daimler-Benz, Borgward et Hanomag. Daimler-Benz a remporté le contrat avec la présentation de son Unimog 404 S, qui était nettement supérieur à ses concurrents malgré le prix le plus élevé d’environ 18 000 Deutsche Mark. Le véhicule était disponible en :
- Camion à plateau
- Camion double cabine à plateau (auto-école)
- Camion fourgon avec différentes carrosseries, notamment en tant que véhicule de transport radio et médical
- Camion de pompiers à poudre sèche
- Véhicule d’entraînement au combat d’infanterie ou châssis d’entraînement au char de combat

La mise hors service des véhicules a commencé dans un premier temps avec les véhicules à plateau vers 1976 et s’est achevée au début des années 2000 avec les porte-engins et les véhicules fourgons. Les successeurs furent le camion partiellement militarisé de 2 tonnes, l’Unimog U 1300 L, et le camion non tout-terrain partiellement militarisé de 2 tonnes, le Daimler-Benz L 508, en partie en tant que tracteur,.
Avec l’introduction du Type 406 en 1963, la demande pour le Type 404 a considérablement diminué. Alors que 6 605 véhicules furent construits en 1962, ce nombre tomba à 2 634 en 1970 et même à 795 en 1971. C’est pourquoi le nouveau Type 404.0, dont les caractéristiques les plus marquantes étaient la cabine conducteur du Type 406 et le moteur six cylindres M 130 des Mercedes Classe S et SL, a été introduit la même année. En 1972, la gamme a été complétée par le Type 416 à cabine ouverte.

## Aperçu du modèle

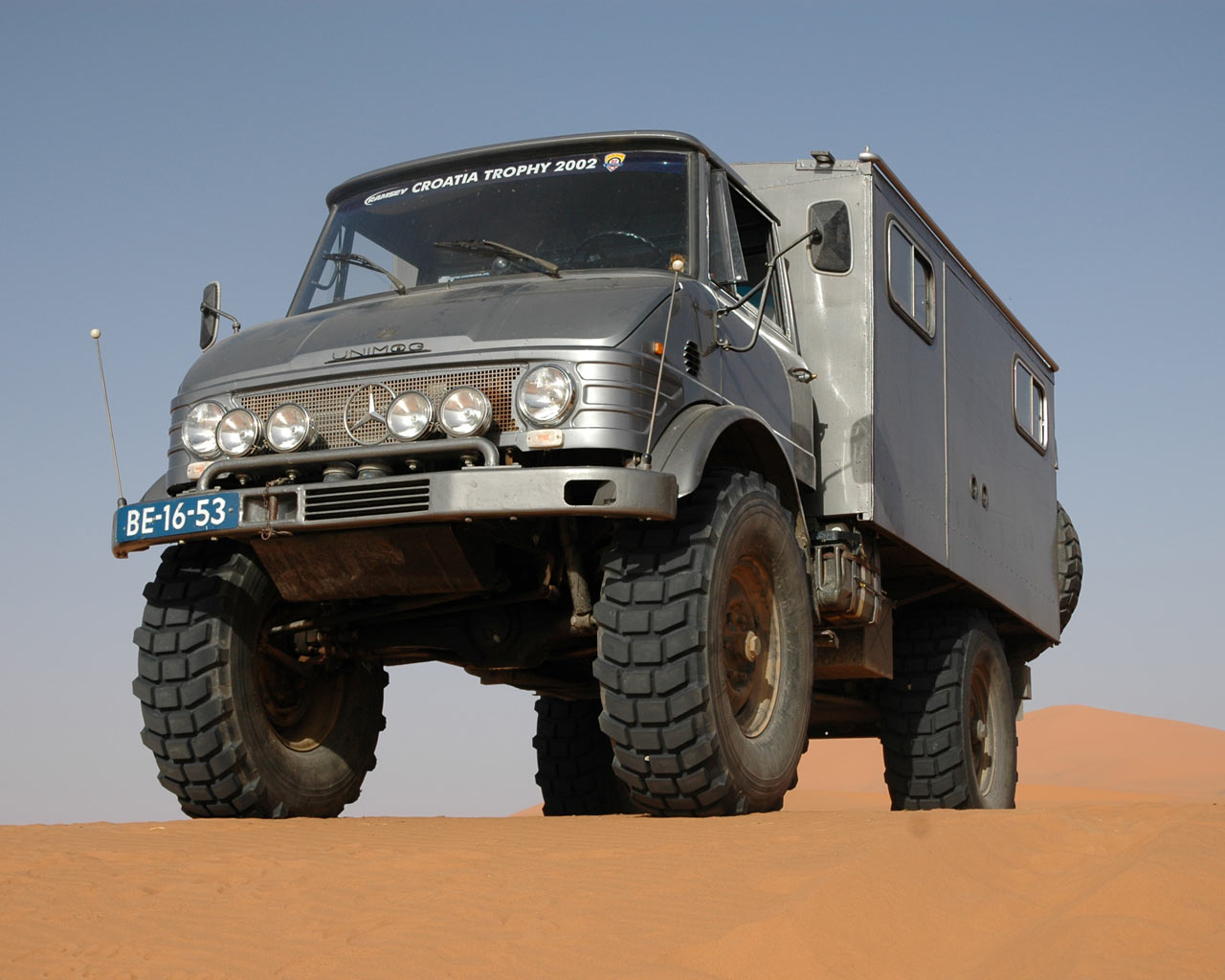
L’Unimog 404.0 possède la cabine de conduite de l’Unimog 406. Cela se voit aux moyeux de roues externes, qui ne sont pas disponibles sur les Unimog basés sur la gamme 406

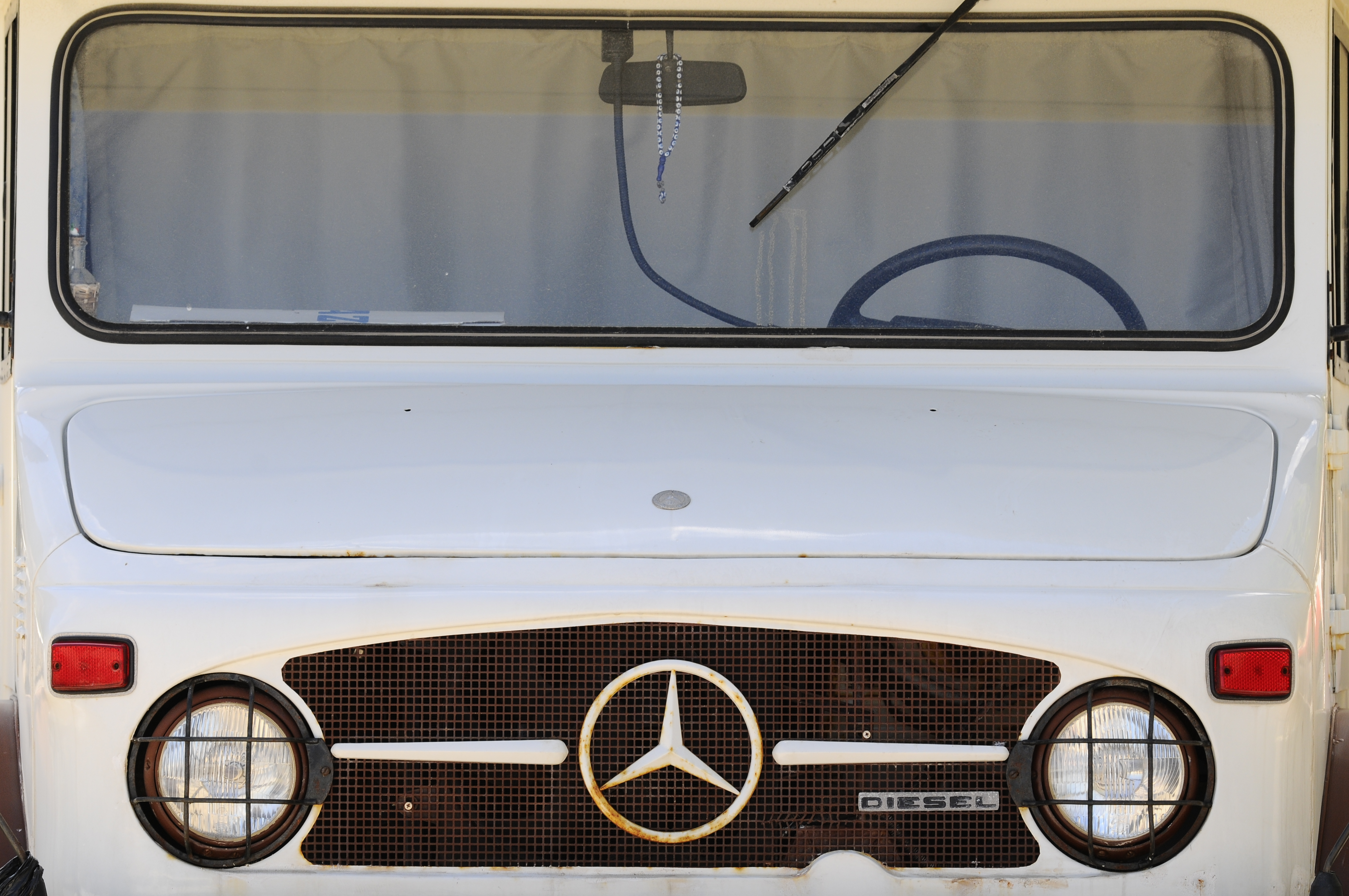
Unimog 404 avec moteur diesel

| Modèle  | Type  | Période de production | Toit                                                                              | Empattement (mm) | Puissance (kW) | Type ou modèle de moteur | Quantités | Remarques |
| ------- | ----- | --------------------- | --------------------------------------------------------------------------------- | ---------------- | -------------- | ------------------------ | --------- | --- |
| 404.010 | 404.0 |                       | Capote rabattable                                                                 | 2900             | 81             | M 130.925                | 113       | Cabine de conduite de l’Unimog 416, certains véhicules également avec le moteur M 180.958 de 60 kW               |
| 404.011 | 404.0 |                       | Tout en acier                                                                     | 2900             | 81             | M 130.925                | 1151      | Cabine de conduite de l’Unimog 406                                                                               |
| 404.012 | 404.0 |                       | Capote rabattable                                                                 | 2900             | 81             | M 130.925                | 7         | Cabine de conduite de l’Unimog 416                                                                               |
| 404.013 | 404.0 |                       | Tout en acier                                                                     | 2900             | 81             | M 130.925                | 520       | Cabine de conduite de l’Unimog 406                                                                               |
| 404.111 | 404.1 | 1955–1956             | Capote rabattable                                                                 | 2670             | 63             | M 180                    | 1210      | 578 d’entre eux appartenaient au modèle initial, certains véhicules avec également une puissance de 59 ou 60 kW. |
| 404.112 | 404.1 |                       | Capote rabattable ou tout en acier                                                | 2900             | 60             | M 180                    | 185       | |
| 404.113 | 404.1 |                       | Capote rabattable ou tout en acier                                                | 2900             | 60             | M 180.928                | 8106      | Certains véhicules sont également équipés du moteur M 180.952 de 68 kW ou du moteur M 130 de 81 kW               |
| 404.114 | 404.1 | 1956–1980             | Capote rabattable ou tout en acier, tout en acier seulement pour la cabine double | 2900             | 60             | M 180.953                | 50321     | Certains véhicules disposent également du moteur M 180.952 de 68 kW                                              |
| 404.115 | 404.1 |                       | Tout en acier                                                                     | 2900             | 60             | M 180.953                | 2548      | Certains véhicules disposent également du moteur M 180.952 de 68 kW                                              |
| 404.117 | 404.1 | 1969–1970             | Capote rabattable                                                                 | 2900             | 44             | OM 615                   | 81        | Modèle pour le marché portugais avec moteur diesel                                                               |

## Technologie
L’Unimog 404 est un petit camion tout-terrain à quatre roues doté d’un capot court et conçu pour une charge utile de 1 500 kg. C’est le premier Unimog doté d’un châssis en échelle décalée. De plus, il est équipé d’essieux portiques guidés par tubes poussés avec réducteurs ainsi que de ressorts hélicoïdaux avec amortisseurs hydrauliques télescopiques pour les essieux avant et arrière. Les quatre roues et pneus sont de la même taille. De série, le véhicule est équipé de frein à tambour ATE à commande hydraulique. Le 404 est à propulsion arrière, la traction avant peut être activée, tout comme un blocage de différentiel.
Un moteur essence M 180 refroidi par eau d’une cylindrée de 2 195 cm propulse le 404.1. Pour l’Unimog 404, plusieurs modèles de ce moteur sont documentés, avec des puissances de 80, 82, 85 et 92 ch (59, 60, 63 et 68 kW). Il est équipé d’un carburateur tout-terrain Zenith 32 NDIX et transmet la puissance motrice depuis un embrayage à sec monodisque Fichtel & Sachs K 16 vers une boîte de vitesses de type UG 1/11 de Daimler-Benz à six vitesses entièrement synchronisée. Vous pouvez reculer avec les deux premiers rapports. Les modèles initiaux n’avaient cependant pas de transmission synchronisée. Une prise de force à bride pour un arbre de prise de force était disponible pour la transmission; une puissance allant jusqu’à 37 kW à 1 000 tr/min peut être fournie via l’arbre de prise de force (35 mm; 1,375 pouces).
Le 404 est disponible aussi bien avec une cabine fermée deux portes qu’en tant que véhicule cabriolet deux portes avec vapote amovible. Le pare-brise du 404.1 est divisé, tandis que le 404.0, qui partage la cabine du 406, possède un pare-brise plein. Seuls les modèles à cabine fermée disposent de vitres latérales. Véhicule spéciaux sur châssis d’Unimog 404 : certains véhicules de pompiers, par exemple, également construits en modèles quatre portes.